# Lucius Afinius Gallus
Lucius Afinius Gallus war ein im 1. Jahrhundert n. Chr. lebender römischer Politiker.
Durch Inschriften und die Annales des Tacitus ist belegt, dass Gallus 62 zusammen mit Publius Marius ordentlicher Konsul war; die beiden übten dieses Amt mindestens bis zum 2. März des Jahres aus.